# Zippy (Comic)
Zippy (Zippy the Pinhead) ist eine Comix-Figur des amerikanischen Zeichners Bill Griffith.

## Zippy
Zippy ist ein humoristischer Protagonist, der sich auf verschiedenen Realitätsebenen bewegt. Gekleidet in einem Clowns-Gewand, häufiger als Muumuu bezeichnet, und einer einzelnen Haarsträhne auf dem leicht deformierten Kopf, durchlebt er allerhand Berufe und Lebenssituationen, dabei stets mit einem unpassenden Spruch auf den Lippen.

## Hintergrund
Zippys erster Auftritt erfolgte 1971 im Underground-Comic-Heft Real Pulp Comics aus San Francisco. Die ersten Geschichten waren noch stark an den geistig Behinderten Darsteller Schlitzie angelehnt. Bill Griffith hatte ihn einige Jahre zuvor in dem Film Freaks gesehen.
Ab 1986 wurden Zippy-Geschichten als Comicstrip von King Features Syndicate lizenziert und bald darauf in 200 Tageszeitungen gedruckt. In Deutschland erschien er Anfang der 1980er Jahre regelmäßig in U-Comix.